# Skalborg SK
Skalborg Sportsklub, forkortet SSK, er en idrætsforening beliggende i Skalborg ved Aalborg. Foreningen blev stiftet som en fodboldklub i 1943 med den lokale planteskoleejer Martin Thomsen som formand. Klubben tilbyder i sin nuværende form badminton, bordtennis, fodbold, håndbold, Parasport og krolf.
Fodboldholdets hjemmekampe spilles på Skalborg Stadion, der går under øgenavnet Knoldton.